# Daryl Palumbo

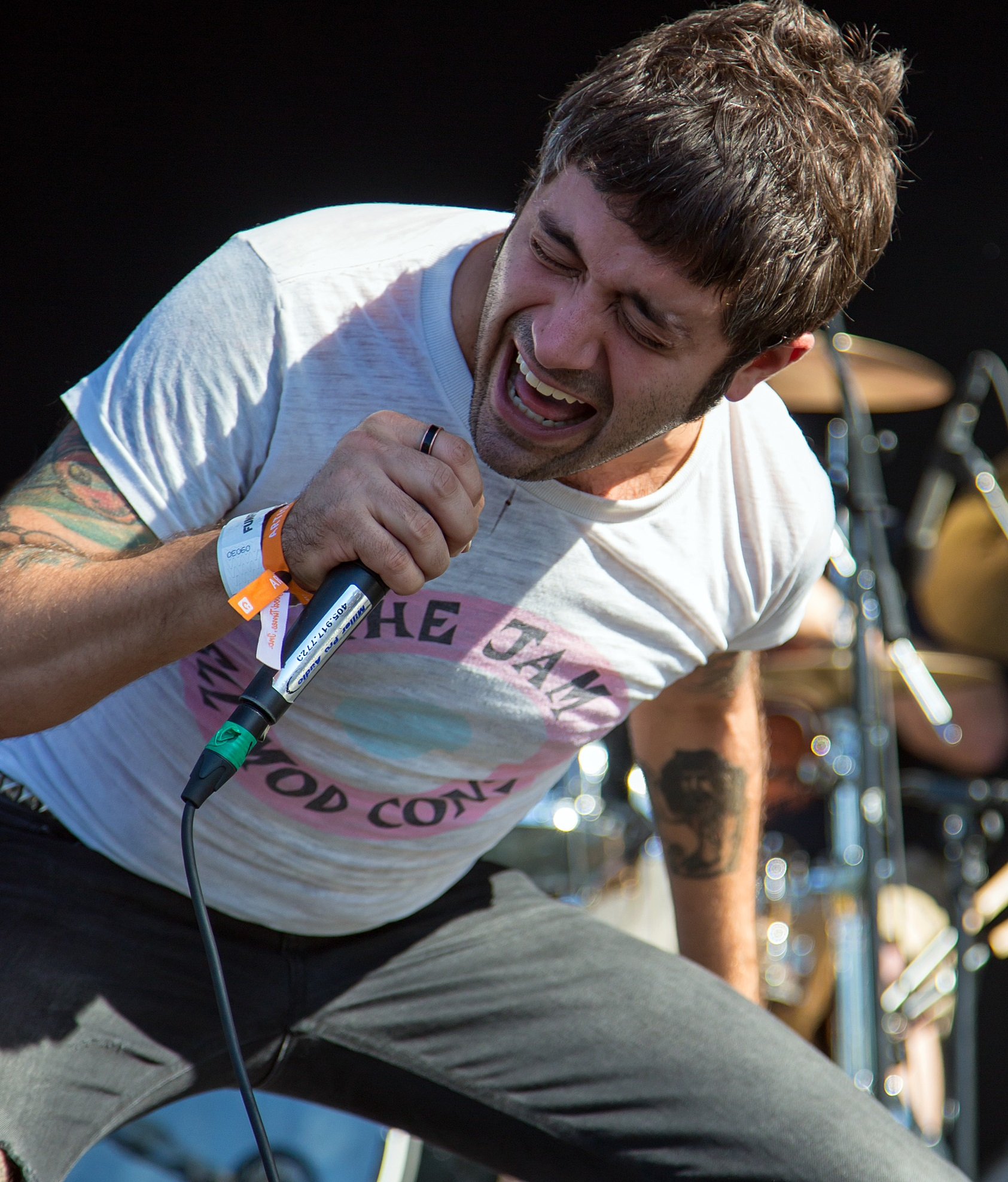
Daryl Palumbo (2014)

Daryl Palumbo (* 10. Februar 1979 in Long Island, NY) ist neben vielen weiteren Projekten Sänger der Bands Glassjaw und Head Automatica.
Palumbo leidet an der chronischen Darmkrankheit Morbus Crohn, weshalb er bereits mehrfach Konzerte oder sogar ganze Tourneen absagen musste. In vielen Texten seiner frühesten Songs verarbeitet er seine Erfahrungen und sein Leben mit der Krankheit.
Als Jugendlicher war Palumbo Mitglied der Straight-Edge-Band XbustedX. Palumbo selbst war 12 Jahre lang Straight Edge, weshalb er sich auf die Innenseite seiner Unterlippe XXX tätowieren ließ, was als Symbol für die Szene gilt. Mittlerweile vertritt er diesen recht strengen Lebensstil jedoch nicht mehr, was bei vielen Fans anfangs auf Unverständnis traf und Kritik auslöste.
Um 1993 gründete Palumbo gemeinsam mit Justin Beck (Gitarre) die Post-Hardcore-Band Glassjaw. Ihr erstes Album Everything You Ever Wanted To Know About Silence wurde von Ross Robinson (Korn, Limp Bizkit) produziert und erschien 1999 auf Roadrunner Records. Auf Grund mehrerer Differenzen trennte sich die Band anschließend von dem Label und wechselte zu Warner Music. Dort veröffentlichten sie 2001 ihr zweites Werk Worship And Tribute. 2005 erschien die EP El Mark, danach wurde es – bis auf die üblichen Nachrichten über einen ständigen Line-Up Wechsel – ruhig um die Band.
Erst 2006 fanden sich Glassjaw mit fast völlig veränderter Bandbesetzung für einige Shows in den USA gemeinsam mit den Deftones wieder zusammen. Für den 7. Juli 2007 kündigten Glassjaw ein Konzert in der Londoner Brixton Academy an, welches das erste einer kleineren Reihe von Konzerten war.
Ein neues Album ist schon seit 2007 im Gespräch und scheint mittlerweile Gestalt anzunehmen. Nach Angaben von Justin Beck sind bereits einige Songs fertiggestellt, bei einem Großteil fehlt jedoch noch Palumbos Gesang. Auf der offiziellen Seite der Band ist momentan der Song You Think You're John Fucking Lennon zu hören, der nach einem ca. zweiminütigen Schlagzeug-Intro plötzlich einsetzt.
Die Dancepop-Rock-Band Head Automatica wurde 2004 von Palumbo und Dan „The Automator“ Nakamura (Gorillaz) gegründet. Im selben Jahr wurde das Debüt Decadence veröffentlicht, 2006 erschien der Nachfolger Popaganda, der jedoch ohne Nakamura entstand.
Was anfangs als Projekt galt, hatte sich mittlerweile zu einer richtigen Band mit festen Mitgliedern entwickelt, die für Palumbo zeitweise sogar als Priorität vor Glassjaw zu gelten scheint. Ein neues Album ist in Arbeit.
2006 kündigte Palumbo gemeinsam mit Sean Martin (Hatebreed) das Elektro-Projekt House Of Blow an. Bisher kann man auf ihrer MySpace-Seite die Songs Afghani Black und Banger/Ice Bait hören.
Des Weiteren ist Palumbo in der Grindcore-Band United Nations tätig, u. a. neben Thursday-Sänger Geoff Rickly. Das selbstbetitelte Album erschien im September 2008, doch auf Grund des Cover-Artworks (im Stil der Abbey Road der Beatles, allerdings stehen die Figuren in Flammen) wurde der Vertrieb der CD weitgehend verweigert. Auch mit den Vereinten Nationen (engl.: "United Nations") scheint es mittlerweile Probleme zu geben. So wurden kurz nachdem die internationale Organisation von ihren musikalischen Namensvettern erfuhr, sowohl die Facebook- als auch die Myspace-Seite der Band gelöscht.
United Nations haben angeblich schon im Rahmen der Aufnahmen zum ersten Album weiteres Material aufgenommen, was allerdings erst zu einem späteren Zeitpunkt veröffentlicht werden soll.
Palumbo ist außerdem ein Teil des DJ-Sets SPORTS, bei dem er neben Nick Hook und Glue an den Turntables steht.
Darüber hinaus ist Palumbo Gründungsmitglied des Musiklabels Cardboard City, das neben vielen seiner eigenen Projekte (z. B. Head Automatica, House Of Blow, SPORTS) verschiedenste Bands und Künstler aus den Bereichen Rock, Elektro und Hip-Hop umfasst.